# Pack Up
Pack Up è un brano della cantante pop inglese Eliza Doolittle insieme al cantante di gospel ed R&B inglese Lloyd Wade, pubblicato dall'etichetta discografica Parlophone in formato di download digitale l'11 aprile 2010. Il singolo è stato scritto dalla stessa Eliza Doolittle e da Matthew Prime, Tim Woodcock, George Powell e Felix Powell e prodotto da Matthew Prime. È stato estratto come secondo singolo dall'album di debutto della cantante.
Il brano è stato eseguito dal vivo il 26 settembre 2010 in una puntata del programma televisivo Quelli che il calcio e.... Il brano è entrato nella classifica britannica dei singoli alla posizione numero 12, per poi salire alla posizione numero 8 la settimana successiva e arrivare alla quinta posizione. Nella classifica irlandese è arrivato alla sesta posizione, mentre in Italia ha raggiunto la posizione numero 24 della classifica radiofonica. Il 24 novembre 2017 il singolo è stato certificato disco di platino in Regno Unito.
Il video musicale del brano Pack Up è stato girato in Giamaica. Nel video si mostrano delle riprese dove c'è Eliza Doolittle in diversi posti dentro una città della Giamaica mostrando lei che viaggia via bus e con la moto.
Le parole del singolo contengono il titolo della canzone del 1915 Pack Up Your Troubles in Your Old Kit-Bag. Esso è il titolo della canzone completa della Marcia della prima guerra mondiale, pubblicata nel 1915 a Londra. È stata scritta da George Henry Powell.

## Tracce
Download digitale
1. Pack Up – 3:11
2. I'll Be Your Pillow (Slugz & Joe London Mix) – 2:38
3. Skinny Genes (Unplugged) – 3:05

## Classifiche
| Classifica (2010/2011) | Posizione massima |
| ---------------------- | ----------------- |
| Australia              | 96                |
| Belgio (Fiandre)       | 10                |
| Belgio (Vallonia)      | 34                |
| Danimarca              | 37                |
| Estonia                | 20                |
| Finlandia              | 16                |
| Irlanda                | 6                 |
| Italia                 | 15                |
| Paesi Bassi            | 19                |
| Regno Unito            | 5                 |
| Svizzera               | 75                |

## Pubblicazione
| Paese       | Data           | Formati           | Etichetta       |
| ----------- | -------------- | ----------------- | --------------- |
| Regno Unito | 4 luglio 2010  | Download digitale | Parlophone      |
| Regno Unito | 5 luglio 2010  | CD                | Parlophone      |
| Italia      | 23 luglio 2010 | Airplay           | EMI Music Italy |